# Pielgrzymka do Jasnej Góry
Pielgrzymka do Jasnej Góry – reportaż Władysława Reymonta z pieszej pielgrzymki na Jasną Górę, która rozpoczęła się 5 maja 1894 roku. Utwór ukazał się w formie książkowej w 1895 roku.

## Okoliczności powstania utworu
Pielgrzymka z 1894 roku nie miała być tylko wydarzeniem religijnym, ale i zakamuflowaną demonstracją patriotyczną dla uczczenia setnej rocznicy insurekcji kościuszkowskiej. Reymont, będący ówcześnie początkującym pisarzem, został nakłoniony do przyłączenia się do pielgrzymki i spisania z niej relacji reporterskiej, przez Aleksandra Świętochowskiego, pracującego wówczas w redakcji czasopisma "Prawda".

## Charakterystyka utworu
Utwór Reymonta zawiera cechy gatunkowe reportażu (chociaż to określenie gatunkowe nie było jeszcze ówcześnie używane). Pisany jest w formie pierwszoosobowej narracji, zawiera refleksje narratora na temat wydarzenia, w którym uczestniczy, charakterystyki konkretnych osób biorących udział w pielgrzymce oraz obserwacje socjologiczne jej dotyczące.
W warstwie językowej utworu występują elementy charakterystyczne dla stylu młodopolskiego, a także środki stylistyczne cechujące gawędy ludowe. Reymont posłużył się również środkami impresjonistycznymi, m.in. dla opisania muzyki kościelnej.

## Recepcja
Reportaż Reymonta został przyjęty dość przychylnie i przysporzył rozgłos początkującemu pisarzowi. Szczególnie przyczyniła się do tego kilkuczęściowa recenzja Ludwika Krzywickiego, opublikowana w "Prawdzie". Krytyk wyraża w niej uznanie dla talentu Reymonta i jego obserwacji socjologicznych.